# Józef Krasowski

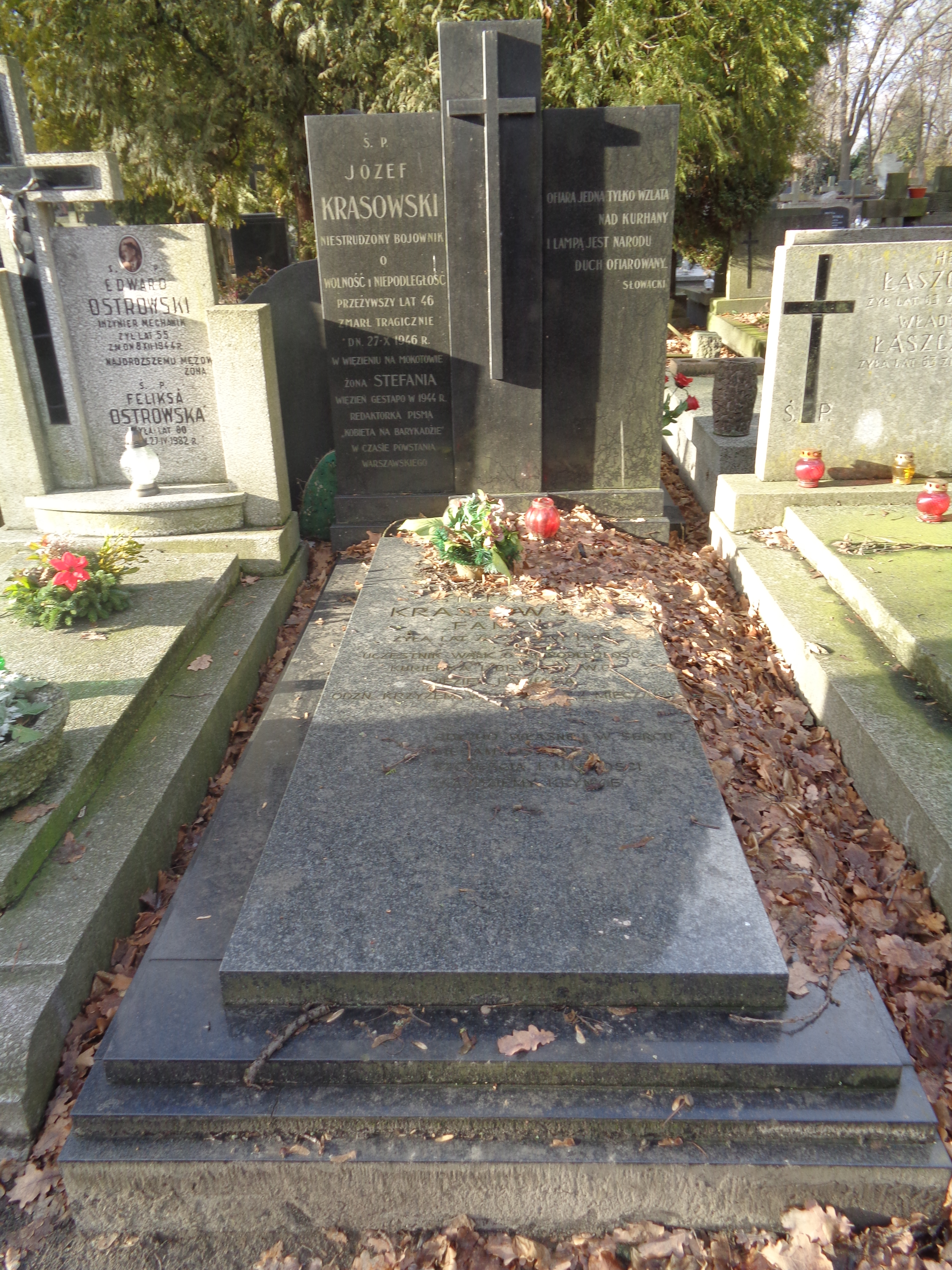
Grób Józefa i Stefanii Krasowskich na Cmentarzu Powązkowskim

Józef Krasowski ps. „Batowski”, „Brodacz”, „Jan”, „Konar” (ur. 12 kwietnia 1901, zm. 28 października 1946) – działacz organizacji „Racławice”

## Życiorys
Urodził się 12 kwietnia 1901 w Mińsku Litewskim w rodzinie Zenona i Stefanii z domu Pietuchowskiej. O jego życiu przed 1930 brak jest informacji. W czerwcu 1930 jako ekstern otrzymał świadectwo dojrzałości przed Państwową Komisją Egzaminacyjną w Brześciu nad Bugiem, a od października 1930 do września 1932 studiował w SNP w Warszawie na Wydziale Administracji Państwowej i Komunalnej. Instruktor-organizator Związku Pracowników Administracji Gminnej RP w końcu lat 20. i na początku 30. Był w konspiracji jednym z czołowych działaczy Chłopskiej Organizacji Wolności „Racławice”, która została utworzona w listopadzie 1939. Wchodził od 1942 do CK, a 10 listopada po aresztowaniu Józefa Marszałka został prezesem CK „Racławic”. Od października 1942 był jednocześnie współredaktorem wydawanego pisma „Gospodarka Chłopska”. Działał również w Społecznej Organizacji Samoobrony, a po aresztowaniu J. Marszałka był z ramienia „Racławic” wiceprezesem, a po aresztowaniu w kwietniu 1943 „Tomasza” (NN) z Polskiego Związku Wolności został prezesem SOS pod ps. „Konar”. Do wybuchu powstania warszawskiego pełnił funkcje prezesa „Racławic” i prezesa SOS. Od 15 lipca 1944 był reprezentantem „Racławic” w Radzie Jedności Narodowej. Do Warszawy powrócił po zakończeniu wojny i został wiceprezesem Związku Zawodowego Pracowników Samorządu Terytorialnego i Użyteczności Publicznej w Polsce. W 1945 został aresztowany, a 28 października 1946 zmarł w więzieniu w Warszawie. Pochowany na cmentarzu Powązkowskim w Warszawie (kwatera 142-1-28).